# Mistrzostwa Czterech Kontynentów w Łyżwiarstwie Figurowym 2019
Mistrzostwa czterech kontynentów w łyżwiarstwie figurowym 2019 – 21. edycja zawodów rangi mistrzowskiej dla łyżwiarzy figurowych z Azji, Afryki, Ameryki oraz Australii i Oceanii. Mistrzostwa odbywały się od 4 do 10 lutego 2019 roku w hali Honda Center w Anaheim.
Złoty medal w konkurencji solistów zdobył Japończyk Shōma Uno, zaś wśród solistek triumfowała jego rodaczka Rika Kihira. W rywalizacji parach sportowych piąty tytuł mistrzów czterech kontynentów wywalczyła chińska para Sui Wenjing i Han Cong, natomiast wśród par tanecznych najlepsi okazali się Amerykanie Madison Chock i Evan Bates.

## Kwalifikacje
W zawodach mogli wziąć udział reprezentanci czterech kontynentów: Azji, Afryki, Ameryki oraz Australii i Oceanii, którzy przed dniem 1 lipca 2018 roku ukończyli 15 rok życia (tj. urodzili się do 30 czerwca 2003 roku). W odróżnieniu od innych zawodów rangi mistrzowskiej w łyżwiarstwie figurowym, każdy kraj może wystawić 3 reprezentantów w każdej konkurencji, niezależnie od wyników osiągniętych przed rokiem.
Warunkiem uczestnictwa zawodników wytypowanych przez krajową federację jest uzyskanie minimalnej oceny technicznej (TES) na międzynarodowych zawodach ISU w sezonie bieżącym lub poprzednim. Punkty za oba programy mogą być zdobyte na różnych zawodach. ISU akceptuje wyniki, jeśli zostały uzyskane na międzynarodowych konkursach uznawanych przez ISU na co najmniej 21 dni przed pierwszym oficjalnym dniem treningowym mistrzostw.
Ze względów na zmiany w systemie oceniania pomiędzy sezonem 2017–2018 i sezonem 2018–2019 wymagana minimalna ocena techniczna (TES) została dostosowana dla wyników osiągniętych w obu sezonach
| Soliści       | 28 | 48 | 28 | 46 |
| Solistki      | 22 | 39 | 23 | 40 |
| Pary sportowe | 25 | 44 | 25 | 42 |
| Pary taneczne | 25 | 38 | 26 | 42 |

## Terminarz
| Data      | Godzina                                 | Konkurencja     | Segment          |
| --------- | --------------------------------------- | --------------- | ---------------- |
| 7 lutego  | 12:30 UTC-08:00 / 21:30 CET             | Solistki        | Program krótki   |
| 7 lutego  | 18:15 UTC-08:00 / 03:15 CET (8 lutego)  | Soliści         | Program krótki   |
| 8 lutego  | 11:45 UTC-08:00 / 20:45 CET             | Pary sportowe   | Program krótki   |
| 8 lutego  | 15:00 UTC-08:00 / 24:00 CET             | Pary taneczne   | Taniec rytmiczny |
| 8 lutego  | 19:00 UTC-08:00 / 04:00 CET (9 lutego)  | Solistki        | Program dowolny  |
| 9 lutego  | 14:00 UTC-08:00 / 23:00 CET             | Pary sportowe   | Program dowolny  |
| 9 lutego  | 19:00 UTC-08:00 / 04:00 CET (10 lutego) | Soliści         | Program dowolny  |
| 10 lutego | 13:00 UTC-08:00 / 22:00 CET             | Pary taneczne   | Taniec dowolny   |
| 10 lutego | 18:00 UTC-08:00 / 03:00 CET (11 lutego) | Pokazy mistrzów | Pokazy mistrzów  |

## Klasyfikacja medalowa
| L.p. | Reprezentacja     | Złoto | Srebro | Brąz | Razem |
| ---- | ----------------- | ----- | ------ | ---- | ----- |
| 1    | Japonia           | 2     | 0      | 1    | 3     |
| 2    | Chiny             | 1     | 1      | 1    | 3     |
| 3    | Stany Zjednoczone | 1     | 0      | 1    | 2     |
| 4    | Kanada            | 0     | 2      | 1    | 3     |
| 5    | Kazachstan        | 0     | 1      | 0    | 1     |

## Rekordy świata
| Rekordy świata (GOE±5) na moment rozpoczęcia zawodów (stan na 4 lutego 2019): | Rekordy świata (GOE±5) na moment rozpoczęcia zawodów (stan na 4 lutego 2019): | Rekordy świata (GOE±5) na moment rozpoczęcia zawodów (stan na 4 lutego 2019): | Rekordy świata (GOE±5) na moment rozpoczęcia zawodów (stan na 4 lutego 2019): | Rekordy świata (GOE±5) na moment rozpoczęcia zawodów (stan na 4 lutego 2019): | Rekordy świata (GOE±5) na moment rozpoczęcia zawodów (stan na 4 lutego 2019): |
| Konkurencja                                                                   | Segment                                                                       | Zawodnicy                                                                     | Punkty                                                                        | Zawody                                                                        | Data                                                                          |
| ----------------------------------------------------------------------------- | ----------------------------------------------------------------------------- | ----------------------------------------------------------------------------- | ----------------------------------------------------------------------------- | ----------------------------------------------------------------------------- | ----------------------------------------------------------------------------- |
| Soliści                                                                       | Nota łączna                                                                   | Yuzuru Hanyū                                                                  | 297,12                                                                        | Grand Prix Helsinki 2018                                                      | 4 listopada 2018                                                              |
| Soliści                                                                       | Program dowolny                                                               | Yuzuru Hanyū                                                                  | 190,43                                                                        | Grand Prix Helsinki 2018                                                      | 4 listopada 2018                                                              |
| Soliści                                                                       | Program krótki                                                                | Yuzuru Hanyū                                                                  | 110,53                                                                        | Rostelecom Cup 2018                                                           | 16 listopada 2018                                                             |
| Solistki                                                                      | Nota łączna                                                                   | Alina Zagitowa                                                                | 238,43                                                                        | Nebelhorn Trophy 2018                                                         | 28 września 2018                                                              |
| Solistki                                                                      | Program dowolny                                                               | Alina Zagitowa                                                                | 158,50                                                                        | Nebelhorn Trophy 2018                                                         | 28 września 2018                                                              |
| Solistki                                                                      | Program krótki                                                                | Rika Kihira                                                                   | 82,51                                                                         | Finał Grand Prix 2018                                                         | 6 grudnia 2018                                                                |
| Pary sportowe                                                                 | Nota łączna                                                                   | Vanessa James / Morgan Ciprès                                                 | 225,66                                                                        | Mistrzostwa Europy 2019                                                       | 24 stycznia 2019                                                              |
| Pary sportowe                                                                 | Program dowolny                                                               | Vanessa James / Morgan Ciprès                                                 | 149,11                                                                        | Mistrzostwa Europy 2019                                                       | 24 stycznia 2019                                                              |
| Pary sportowe                                                                 | Program krótki                                                                | Jewgienija Tarasowa / Władimir Morozow                                        | 78,47                                                                         | Rostelecom Cup 2018                                                           | 16 listopada 2018                                                             |
| Pary taneczne                                                                 | Nota łączna                                                                   | Gabriella Papadakis / Guillaume Cizeron                                       | 217,98                                                                        | Mistrzostwa Europy 2019                                                       | 26 stycznia 2019                                                              |
| Pary taneczne                                                                 | Taniec dowolny                                                                | Gabriella Papadakis / Guillaume Cizeron                                       | 133,19                                                                        | Mistrzostwa Europy 2019                                                       | 26 stycznia 2019                                                              |
| Pary taneczne                                                                 | Taniec rytmiczny                                                              | Gabriella Papadakis / Guillaume Cizeron                                       | 84,79                                                                         | Mistrzostwa Europy 2019                                                       | 25 stycznia 2019                                                              |

W trakcie zawodów ustanowiono następujące rekordy świata (GOE±5):
| Konkurencja | Segment         | Zawodnicy | Punkty | Data          |
| ----------- | --------------- | --------- | ------ | ------------- |
| Soliści     | Program dowolny | Shōma Uno | 197,36 | 9 lutego 2019 |

## Wyniki

### Soliści
| Poz.                                 | Zawodnik              | Reprezentacja     | Nota łączna | SP | SP     | FS | FS        |
| ------------------------------------ | --------------------- | ----------------- | ----------- | -- | ------ | -- | --------- |
| 1                                    | Shōma Uno             | Japonia           | 289,12      | 4  | 91,76  | 1  | 197,36 WR |
| 2                                    | Jin Boyang            | Chiny             | 273,51      | 3  | 92,17  | 2  | 181,34    |
| 3                                    | Vincent Zhou          | Stany Zjednoczone | 272,22      | 1  | 100,18 | 5  | 172,04    |
| 4                                    | Keegan Messing        | Kanada            | 267,61      | 5  | 88,18  | 3  | 179,43    |
| 5                                    | Jason Brown           | Stany Zjednoczone | 258,89      | 6  | 86,57  | 4  | 172,32    |
| 6                                    | Cha Jun-hwan          | Korea Południowa  | 255,83      | 2  | 97,33  | 8  | 158,50    |
| 7                                    | Keiji Tanaka          | Japonia           | 251,54      | 7  | 83,93  | 6  | 167,61    |
| 8                                    | Tomoki Hiwatashi      | Stany Zjednoczone | 236,79      | 9  | 76,95  | 7  | 159,84    |
| 9                                    | Brendan Kerry         | Australia         | 224,44      | 10 | 76,81  | 9  | 147,63    |
| 10                                   | Nam Nguyen            | Kanada            | 216,49      | 8  | 79,55  | 10 | 136,94    |
| 11                                   | Nicolas Nadeau        | Kanada            | 209,65      | 11 | 74,44  | 11 | 135,21    |
| 12                                   | Kazuki Tomono         | Japonia           | 206,41      | 12 | 74,16  | 12 | 132,25    |
| 13                                   | Andrew Dodds          | Australia         | 191,40      | 13 | 71,91  | 15 | 119,49    |
| 14                                   | Lee June-hyoung       | Korea Południowa  | 188,10      | 16 | 64,19  | 14 | 123,91    |
| 15                                   | Lee Si-hyeong         | Korea Południowa  | 183,98      | 21 | 56,03  | 13 | 127,95    |
| 16                                   | Zhang He              | Chiny             | 179,89      | 15 | 67,38  | 18 | 112,51    |
| 17                                   | Donovan Carrillo      | Meksyk            | 174,70      | 14 | 71,16  | 20 | 103,54    |
| 18                                   | Micah Tang            | Chińskie Tajpej   | 174,59      | 17 | 62,95  | 19 | 111,64    |
| 19                                   | Micah Kai Lynette     | Tajlandia         | 174,44      | 19 | 57,45  | 16 | 116,99    |
| 20                                   | Julian Zhi Jie Yee    | Malezja           | 174,10      | 18 | 61,23  | 17 | 112,87    |
| 21                                   | Harrison Jon-Yen Wong | Hongkong          | 148,54      | 20 | 56,27  | 22 | 92,27     |
| 22                                   | Leslie Man Cheuk Ip   | Hongkong          | 146,60      | 23 | 50,40  | 21 | 96,20     |
| 23                                   | Nikita Manko          | Kazachstan        | 138,40      | 22 | 51,15  | 23 | 87,25     |
| 24                                   | Mark Webster          | Australia         | 126,41      | 24 | 50,24  | 24 | 76,17     |
| Nie awansowali do programu dowolnego |                       |                   |             |    |        |    |           |
| 25                                   | Kai Xiang Chew        | Malezja           | NQ          | 25 | 46,38  | NQ | NQ        |

### Solistki
| Poz. | Zawodniczka                | Reprezentacja     | Nota łączna | SP | SP    | FS  | FS     |
| ---- | -------------------------- | ----------------- | ----------- | -- | ----- | --- | ------ |
| 1    | Rika Kihira                | Japonia           | 221,99      | 5  | 68,85 | 1   | 153,14 |
| 2    | Elizabet Tursynbajewa      | Kazachstan        | 207,46      | 6  | 68,09 | 3   | 139,37 |
| 3    | Mai Mihara                 | Japonia           | 207,12      | 8  | 65,15 | 2   | 141,97 |
| 4    | Kaori Sakamoto             | Japonia           | 206,79      | 2  | 73,36 | 4   | 133,43 |
| 5    | Bradie Tennell             | Stany Zjednoczone | 202,07      | 1  | 73,91 | 5   | 128,16 |
| 6    | Mariah Bell                | Stany Zjednoczone | 193,94      | 3  | 70,02 | 6   | 123,92 |
| 7    | Lim Eun-soo                | Korea Południowa  | 191,85      | 4  | 69,14 | 8   | 122,71 |
| 8    | Kim Ye-lim                 | Korea Południowa  | 187,93      | 9  | 64,42 | 7   | 123,51 |
| 9    | Véronik Mallet             | Kanada            | 170,46      | 12 | 54,97 | 9   | 115,49 |
| 10   | Larkyn Austman             | Kanada            | 165,21      | 11 | 54,99 | 12  | 110,22 |
| 11   | Ting Cui                   | Stany Zjednoczone | 164,84      | 7  | 66,73 | 14  | 98,11  |
| 12   | Yi Christy Leung           | Hongkong          | 164,79      | 15 | 53,93 | 11  | 110,86 |
| 13   | Kim Hanul                  | Korea Południowa  | 162,48      | 17 | 51,44 | 10  | 111,04 |
| 14   | Hongyi Chen                | Chiny             | 150,50      | 13 | 54,44 | 15  | 96,06  |
| 15   | Kailani Craine             | Australia         | 149,52      | 10 | 60,64 | 17  | 88,88  |
| 16   | Alaine Chartrand           | Kanada            | 147,54      | 21 | 45,89 | 13  | 101,65 |
| 17   | Isadora Williams           | Brazylia          | 138,26      | 19 | 47,92 | 16  | 90,34  |
| 18   | Alisson Krystle Perticheto | Filipiny          | 136,97      | 16 | 51,66 | 19  | 85,31  |
| 19   | Amy Lin                    | Chińskie Tajpej   | 134,56      | 20 | 46,99 | 18  | 87,57  |
| 20   | Andrea Montesinos          | Meksyk            | 124,51      | 22 | 42,92 | 20  | 81,59  |
| 21   | Joanna So                  | Hongkong          | 117,82      | 18 | 50,00 | 21  | 67,82  |
| WD   | Brooklee Han               | Australia         | DNF         | 14 | 54,22 | DNF | DNF    |

### Pary sportowe

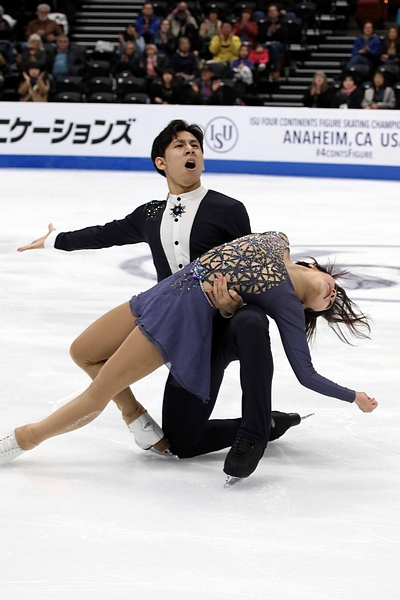
Mistrzowie w parach sportowych Sui Wenjing i Han Cong (CHN)

| Poz. | Zawodnicy                               | Reprezentacja     | Nota łączna | SP | SP    | FS | FS     |
| ---- | --------------------------------------- | ----------------- | ----------- | -- | ----- | -- | ------ |
| 1    | Sui Wenjing / Han Cong                  | Chiny             | 211,11      | 2  | 74,19 | 1  | 136,92 |
| 2    | Kirsten Moore-Towers / Michael Marinaro | Kanada            | 211,05      | 1  | 74,66 | 2  | 136,39 |
| 3    | Peng Cheng / Jin Yang                   | Chiny             | 205,42      | 3  | 69,48 | 3  | 135,94 |
| 4    | Ashley Cain / Timothy LeDuc             | Stany Zjednoczone | 196,82      | 4  | 67,49 | 4  | 129,33 |
| 5    | Haven Denney / Brandon Frazier          | Stany Zjednoczone | 184,18      | 7  | 61,71 | 5  | 122,47 |
| 6    | Tarah Kayne / Danny O’Shea              | Stany Zjednoczone | 180,36      | 5  | 66,34 | 6  | 114,02 |
| 7    | Evelyn Walsh / Trennt Michaud           | Kanada            | 159,05      | 6  | 61,91 | 8  | 97,14  |
| 8    | Camille Ruest / Andrew Wolfe            | Kanada            | 158,91      | 8  | 57,38 | 7  | 101,53 |

### Pary taneczne

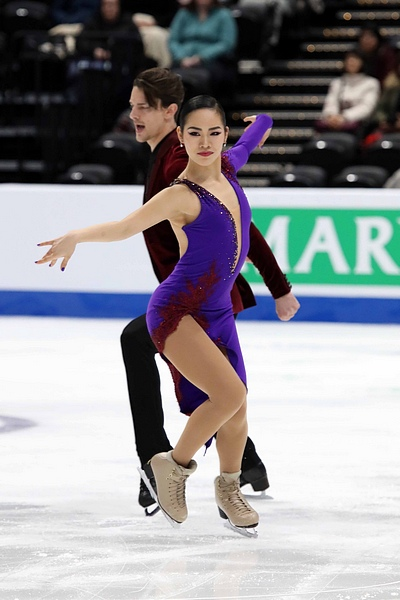
Para taneczna Misato Komatsubara i Tim Koleto (JPN) (9. miejsce)

| Poz. | Zawodnicy                                    | Reprezentacja     | Nota łączna | RD | RD    | FD | FD     |
| ---- | -------------------------------------------- | ----------------- | ----------- | -- | ----- | -- | ------ |
| 1    | Madison Chock / Evan Bates                   | Stany Zjednoczone | 207,42      | 2  | 81,17 | 1  | 126,25 |
| 2    | Kaitlyn Weaver / Andrew Poje                 | Kanada            | 203,93      | 3  | 80,56 | 3  | 123,37 |
| 3    | Piper Gilles / Paul Poirier                  | Kanada            | 202,45      | 4  | 78,05 | 2  | 124,40 |
| 4    | Madison Hubbell / Zachary Donohue            | Stany Zjednoczone | 201,66      | 1  | 81,95 | 4  | 119,71 |
| 5    | Kaitlin Hawayek / Jean-Luc Baker             | Stany Zjednoczone | 189,87      | 5  | 74,42 | 5  | 115,45 |
| 6    | Laurence Fournier Beaudry / Nikolaj Sørensen | Kanada            | 186,91      | 6  | 73,30 | 6  | 113,61 |
| 7    | Wang Shiyue / Liu Xinyu                      | Chiny             | 169,11      | 7  | 64,37 | 7  | 104,74 |
| 8    | Chen Hong / Sun Zhuoming                     | Chiny             | 156,89      | 8  | 59,44 | 8  | 97,45  |
| 9    | Misato Komatsubara / Tim Koleto              | Japonia           | 149,14      | 9  | 54,94 | 9  | 94,20  |
| 10   | Chantelle Kerry / Andrew Dodds               | Australia         | 138,53      | 10 | 53,98 | 10 | 84,55  |
| 11   | Ning Wanqi / Wang Chao                       | Chiny             | 130,92      | 11 | 52,10 | 11 | 78,82  |
| 12   | Matilda Friend / William Badaoui             | Australia         | 118,22      | 12 | 43,64 | 12 | 74,58  |

## Medaliści

### Nota łączna
Medaliści mistrzostw po zsumowaniu punktów za oba programy/tańce w poszczególnych konkurencjach:
| Konkurencja   | Złoto                      | Srebro                                  | Brąz                        |
| Soliści       | Shōma Uno                  | Jin Boyang                              | Vincent Zhou                |
| Solistki      | Rika Kihira                | Elizabet Tursynbajewa                   | Mai Mihara                  |
| Pary sportowe | Sui Wenjing / Han Cong     | Kirsten Moore-Towers / Michael Marinaro | Peng Cheng / Jin Yang       |
| Pary taneczne | Madison Chock / Evan Bates | Kaitlyn Weaver / Andrew Poje            | Piper Gilles / Paul Poirier |

### Program/taniec dowolny
Zdobywcy małych medali za drugi segment zawodów tj. program/taniec dowolny:
| Konkurencja   | Złoto                      | Srebro                                  | Brąz                         |
| Soliści       | Shōma Uno                  | Jin Boyang                              | Keegan Messing               |
| Solistki      | Rika Kihira                | Mai Mihara                              | Elizabet Tursynbajewa        |
| Pary sportowe | Sui Wenjing / Han Cong     | Kirsten Moore-Towers / Michael Marinaro | Peng Cheng / Jin Yang        |
| Pary taneczne | Madison Chock / Evan Bates | Piper Gilles / Paul Poirier             | Kaitlyn Weaver / Andrew Poje |

### Program krótki/taniec rytmiczny
Zdobywcy małych medali za pierwszy segment zawodów tj. program krótki lub taniec rytmiczny:
| Konkurencja   | Złoto                                   | Srebro                     | Brąz                         |
| Soliści       | Vincent Zhou                            | Cha Jun-hwan               | Jin Boyang                   |
| Solistki      | Bradie Tennell                          | Kaori Sakamoto             | Mariah Bell                  |
| Pary sportowe | Kirsten Moore-Towers / Michael Marinaro | Sui Wenjing / Han Cong     | Peng Cheng / Jin Yang        |
| Pary taneczne | Madison Hubbell / Zachary Donohue       | Madison Chock / Evan Bates | Kaitlyn Weaver / Andrew Poje |